# People Militia Force

Schulterabzeichen der Border Guard Force. Die meisten PMF verwenden dieses Abzeichen, obwohl sie nicht offiziell zur BGF gehören.

Unter einer People Militia Force (Birmanisch Pyi Thu Sit kurz PMF) versteht man eine bewaffnete Einheit in Myanmar, welche von der Tatmadaw teilweise ausgerüstet und ausgebildet werden. PMF agieren meistens nur lokal und inoffiziell. Sie bestehen aus wenigen bis wenigen hundert Mitglieder. Es gibt aber auch PMF welche Tausende von Mitgliedern haben und militärisch organisiert sind. Normalerweise sind PMF schlecht ausgerüstet. Es gibt aber auch PMF welche wie ein Infanterie Bataillon ausgerüstet sind. Nach dem Militärputsch am 1. Februar 2021 unterstützen die meisten PMF die Militärregierung (State Administration Council kurz SAC). Einige wenige die Exilregierung (National Unity Government of Myanmar kurz NUG). Die meisten PMF übernehmen 2024 Unterstützungsfunktionen für die Tatmadaw. Westliche Beobachter ordnen die PMF oft fälschlicherweise der Opposition zu. Dabei versuchten sie in der Vergangenheit Wahlergebnisse zugunsten von militärnahen Parteien zu manipulieren.

## Geschichte
Nachdem Militärputsch von Ne Win 1962 versuchte die neue Militärregierung Gebiete zu kontrollieren, welche historisch von bewaffneten ethnischen Organisationen (Englisch Ethnical Armed Organisation kurz EAO) kontrolliert wurden. Dies traf im Besonderen für den Shan-Staat zu welcher bis 1957 aus 33 quasi autonomen Fürstentümern bestand. Um den Einfluss der Zentralregierung zu stärken, wurden Infanterie Bataillone in die unwegsamen Gebiete des Shan-Staates entsandt. Diese Bataillone (wegen ihrer Stärke Light Infanterie Battalion, kurz LIB genannt) besetzen strategische Punkte wie Berggipfel und befestigten diese. Meistens agierten die LIB's autonom und mussten sich selber versorgen, da das Straßennetz schlecht ausgebaut war. Dafür heuerten die LIB lokale Helfer für die Versorgung und Sicherheit an. Es entstanden Dorfmilizen, welche ihr Gebiet gegen die EAOs verteidigen sollten. Oftmals wurden die PMF mit Konzessionen belohnt, z. B. Genehmigungen Bergwerke und Plantagen zu betreiben, oder aber durch Duldungen beim Anbau von Schlafmohn. In Grenzgebieten wurden Schmuggel von Waren aus Thailand toleriert. 1973 versuchte man diese Ka Kwe Ye genannten Milizen wieder aufzulösen und zu entwaffnen. Viele liefen daraufhin zu den EAOs über. Über die Gründe gibt es mehrere Thesen. Druck von den USA etwas gegen den Drogenhandel zu unternehmen, Einnahmeverluste der Zentralregierung durch Schmuggel. Und Verbindungen der Ka Kwe Ye Milizen zu den EAO's. Nach 1973 wurden einige der ursprünglichen Ka Kwe Ye als People Militia Force neugegründet.
Nach dem Militärputsch 1988 setzte eine Phase der Deeskalation ein. Die neue Militärregierung versuchte durch Waffenstillstände mit EAOs ihre vielen Einsatzgebiete zu reduzieren. Der Zusammenbruch der Kommunistischen Partei eröffnete Möglichkeiten mit den stärksten Fraktionen der Partei einen Waffenstillstand zu vereinbaren. In der Zeit zwischen 1989 und 2009 wurden mit nicht weniger als 40 Waffenstillstandsverträge mit EAOs abgeschlossen. Die EAOs konnten in ihren definierten Gebieten unabhängig und fast autonom agieren, verpflichteten sich aber im Gegenzug von der Regierung kontrollierte Gebiete nicht anzugreifen. Waffenstillstandskomitees wurden gegründet und die EAOs eröffneten Büros in regierungsgehaltenen Städten. Der Bedarf an bewaffneten Milizen in regierungskontrollierten Gebieten ging zurück und die Regierung versuchte wie 1973 einige aufzulösen und zu entwaffnen. 2008 wagte die Militärregierung einen neuen Ansatz. Sie versuchte die Waffenstillstands EAOs in Border Guard Forces (kurz BGF) zu verwandeln. Als zweite Möglichkeit bot sie die Transformation in PMF an. Während BGF Einheiten einem Regionalen Militär Kommando unterstanden, also in die Befehlskette der Tatmadaw eingebunden wurden, war die Verbindung zu den PMF mehr inoffiziell. Besonders kleine EAOs wie der der Lahu konvertierten ihren bewaffneten Arm zu PMF. Im Gegensatz zu BGF übernahm die Tatmadaw normalerweise nicht die gesamten Kosten für eine PMF und auch die Versorgung und Bewaffnung verblieb bei den EAOs. Im Gegensatz zu BGF waren die Mitglieder der PMF nicht verpflichtet Ausbildungen und Schulungen der Tatmadaw zu besuchen. Lokale Geschäftsleute finanzierten einen Teil der PMF und erhielten dadurch Privatarmeen. 2015 wurde der Nationale Waffenstillstandsvertrag von 8 EASs unterzeichnet. Der weitgehende Frieden in weiten Gebieten ermöglichte es vielen PMF ihre Geschäfte auszubauen und ihren Einfluss auszudehnen.
Nach dem Militärputsch am 1. Februar 2021 bekämpften einige PMF die neue Militärregierung. Die meisten PMF verhielten sich aber Loyal zur neuen Regierung. Viele von ihnen hatten großen Einfluss in ihren Gebieten. Durch eigene Bergwerke, Transportunternehmen und Agrarbetriebe kontrollierten sie die Wirtschaft in ihren Gebieten und verfügten über umfangreiche Ressourcen. Auch im Menschenhandel, Drogengeschäften und Glücksspiel waren einige beteiligt. 2024 gab es allein im Bezirk Muse an der chinesischen Grenze im Shan-Staat 10 PMF. In der Operation 1027 bekämpften viele PMF die Mitglieder der Three Brotherhood Allianz bestehend aus Myanmar Nationalities Democratic Alliance Army, Ta’ang National Liberation Army und Arakan Army. Auch Einheiten der Kachin Independence Army Army wurden von verschiedenen PMF aktiv bekämpft. Andererseits mieden die Armeen der EAOs den Kampf mit den PMF. Gebiete wie um die Stadt Muse, welche von starken PMF kontrolliert werden, wurden einfach nicht angegriffen. Deshalb ist es unklar inwieweit die EAOs 2024 den Shan-Staat wirklich kontrollieren – auch nach dem Rückzug der Tatmadaw aus großen Gebieten des Staates. Es gibt weiterhin eine große Präsenz von PMF im Shan-Staat.
Die Tatmadaw begann 2023 in anderen Regionen des Landes als dem Shan-Staat neue PMF Einheiten aufzustellen und zu bewaffnen. Besonders in der Bago-Region, im Mon-Staat, in der Sagaing-Region und der Tanintharyi-Region wurden neue PMF Einheiten aufgestellt um das Militär zu unterstützen. Die Verluste der Streitkräfte seien einfach zu hoch in den letzten Jahren gewesen, und die Rekrutierung von neuen Vollzeitsoldaten gestaltete sich als schwierig. Milizen sollen Sicherheitsaufgaben in den Städten und Dörfern übernehmen, um so die Tatmadaw in relativ sichereren Gebieten zu entlasten. Die neuen Einheiten wurden den einzelnen Regional Military Command unterstellt. Die Mitglieder der neuen PMFs bestanden hauptsächlich aus ehemaligen Soldaten der Tatmadaw und deren Angehörigen. Aber auch Zwangsrekrutierungen fanden statt. Verpflegung und Bezahlung müssten die Bewohner und die Gemeinden aufbringen.

## PMF im Shan-Staat

### Nördlicher Shan-Staat
Myo Ma, Pan Say, Nam Kham, Namtu Myo Ma, Mong Koe, Kyu Koke, Mong Yu, Mong Paw, Pang Hseng, Mong Paw, Mong Je Shaw Haw, Nam Pak Kar, Kawng Kha, Special Militia Group, Tar Moe Nge, Man Pang, Mong Khur, Hseng Keaw, Mong Ha, Mong Heng, Man Tong, Kong Kyan, Mark Man, Naung Mo, Mong Kaung, Naw Kaw, Nawng Pha, Tangyan Myo Ma, Shaew Lu, Long Tang, Lao Tar Mong.

### Südlicher Shan-Staat
Wan Parng, Kar Li, Mark Kieng, Nar Poi, Nar Yai, Hopong Pa-O, Hsiseng Pa-O, Pinglaung Pa-O, Ho Mong, Shwe Pyi Aye, Kayan National Guard.

### Östlicher Shan-Staat
Mong Yawng, Mong Hai, Nam Pong, Mong Koe, Mong Ton, Mong Phyak, Pu Na Ko, Lahu Group.

## Verwechslungsgefahr
Die PMFs dürfen nicht mit People’s Defence Force (kurz PDF) verwechselt werden. PDF's kämpfen auf der Seite der Exilregierung gegen die Militärregierung (Stand 2024). Auch dürfen sie nicht mit den Border Guard Force (kurz BGF) verwechselt werden. BGF verfügen über einheitliche militärische Strukturen und werden auch einheitlich von der Tatmadaw ausgerüstet und finanziert. Bei BGF handelt es sich also nicht um Milizen, sondern Berufssoldaten (Beispiel Karen National Army). Und natürlich nicht mit den bewaffneten Armen der EAOs wie die United Wa State Army, die Arakan Army oder die Karen National Liberation Army welche über eigene Armeen mit zehntausenden bewaffneter Kämpfer verfügen.